# Rec Reial de Tuïr
El Rec Reial de Tuïr va ésser construït per iniciativa del rei de Mallorca, a l'inici del segle xiv. S'inicia al Conflent, en terme de Vinçà, però de seguida es decanta cap al Rosselló.
Tenia una longitud d'uns 35 km, prenia l'aigua a la Tet, prop de Vinçà, servia per a moure molins i regar, i acabà arribant fins a Perpinyà, on movia la sínia del castell del rei.
Al segle xv, es feu un segon rec reial de Tuïr, ja que l'antic havia estat destruït per les inundacions del 1421, i també un rec reial de la vila de Perpinyà.